# کچی‌بورلو
کچی‌بورلو (به ترکی استانبولی: Keçiborlu) شهری است در کشور ترکیه که در استان اسپارتا واقع شده‌است. جمعیت این شهر بر اساس سرشماری سال ۲۰۰۸ میلادی ۷٬۴۱۹ نفر و بر اساس برآوردهای سال ۲۰۰۹ میلادی ۷٬۵۵۵ نفر می‌باشد.